# Kodeks 0297
Kodeks 0297 (Gregory-Aland no. 0297) – grecki kodeks uncjalny Nowego Testamentu na pergaminie, datowany metodą paleograficzną na IX wiek. Rękopis jest przechowywany w Londynie. Tekst rękopisu nie jest wykorzystywany we współczesnych wydaniach greckiego Nowego Testamentu. 

## Opis
Zachowały się 2 pergaminowe karty rękopisu, z greckim tekstem Ewangelii Mateusza (1,1-14; 5,3-19). Karta miała prawdopodobnie rozmiar 33 na 25,8 cm. Tekst jest pisany dwoma kolumnami na stronę, 25 linijek tekstu na stronę. Jest palimpsestem, tekst górny zawiera menaion. 

## Historia
INTF datuje rękopis 0297 na IX wiek . 
Na listę greckich rękopisów Nowego Testamentu wciągnął go Kurt Aland, oznaczając go przy pomocy siglum 0297. Rękopis został uwzględniony w II wydaniu Kurzgefasste. Rękopis nie jest wykorzystywany we współczesnych wydaniach greckiego Nowego Testamentu (NA27, NA28 i UBS4). 
Rękopis jest przechowywany w Bibliotece Brytyjskiej (Add. 31919, fol. 105, 108) w Londynie . 